# Jesús Sansón Flores
Jesús Sansón Flores är en ort i Mexiko.   Den ligger i kommunen Mexicali och delstaten Baja California, i den nordvästra delen av landet, 2 200 km nordväst om huvudstaden Mexico City. Jesús Sansón Flores ligger 9 meter över havet och antalet invånare är 626.
Terrängen runt Jesús Sansón Flores är platt åt nordost, men åt sydväst är den kuperad. Runt Jesús Sansón Flores är det ganska tätbefolkat, med 58 invånare per kvadratkilometer. Närmaste större samhälle är Puebla, 13,9 km norr om Jesús Sansón Flores. Trakten runt Jesús Sansón Flores är ofruktbar med lite eller ingen växtlighet.